# Ureche externă

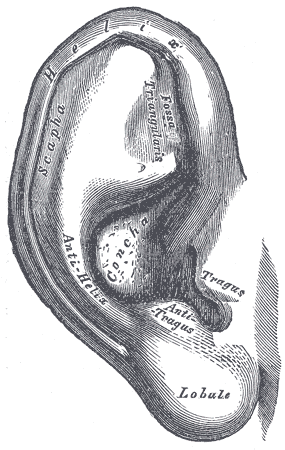
Pavilionul urechii

Urechea externă este partea externă, adică segmentul periferic al urechii și este alcătuită din pavilionul urechii și canalul auditiv extern (până la membrana timpanică).  Pavilionul colectează sunetele și le conduce către canalul auditiv extern, iar canalul le direcționează către urechea medie. 